# Jan Štiegler
Jan Štiegler (1991) è un giocatore di football americano ceco, che gioca come wide receiver per i Prague Black Panthers..

## Palmarès
- 6 Czech Bowl (2013, 2014, 2015, 2016, 2017, 2018)